# Kseroform

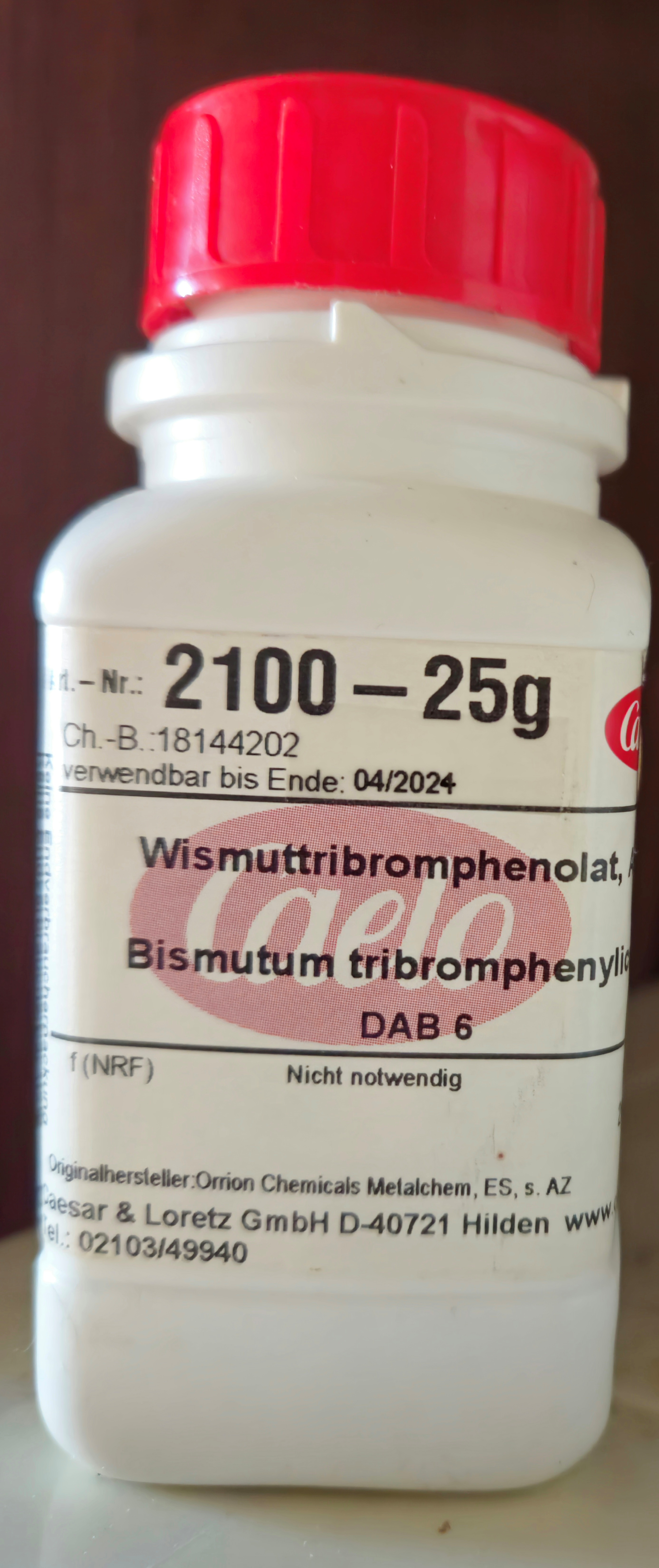
Surowiec farmaceutyczny do receptury (Niemcy, 2024)

Kseroform, xeroform (2,4,6-tribromofenolan bizmutu(III)) – organiczny związek chemiczny, sól bizmutu i 2,4,6-tribromofenolu. Żółty, ciężki, bardzo miałki proszek o charakterystycznym zapachu lub bez zapachu. Wprowadzony do lecznictwa przez niemieckiego lekarza i higienistę Ferdynanda Hueppego w 1893 roku. Jest nierozpuszczalny w wodzie oraz alkoholu etylowym. W Polsce wymagania jakościowe dla surowca farmaceutycznego na stan obecny (2025) określa Farmakopea Polska II (1937). Jest ujęty także w starszych wydaniach farmakopei innych krajów, m.in. DAB 6 (Niemcy), SP 10 (Hiszpania). 

## Działanie i zastosowanie
Środek leczniczy o działaniu odkażającym, silnie (w porównaniu z dermatolem) wysuszającym i ściągającym. Stosowany miejscowo na sączące rany, świeże skaleczenia, drobne krwawienia, owrzodzenia i oparzenia oraz w hemoroidach. Wchodzi w skład rozmaitych leków recepturowych (przysypki, maści, pasty, mazidła, czopki doodbytnicze), jak i może być stosowany per se, w formie nieprzetworzonej (100%).
Współcześnie podkreśla się jego znaczenie w leczeniu uporczywej, lekoopornej nużenicy (demodekozy), zapaleniu mieszków włosowych oraz w stanach po przeszczepach skóry (opatrunki).
Posiada podobne zastosowanie do dermatolu (z którym bywa mylony), jednak jest bardziej efektywny. W Polsce jest mało używany, natomiast szeroko stosowany w innych krajach Europy (m.in. Niemcy, kraje byłego ZSRR, Czechy, Hiszpania). Jest składową leków galenowych, m.in. oficynalnego mazidła Wiśniewskiego oraz farmakopealnej maści kseroformowej.
Ponadto, dawniej był stosowany także wewnętrznie: w leczeniu choroby wrzodowej żołądka i dwunastnicy, nieżytach przewodu pokarmowego z towarzyszącymi biegunkami. Zakres dawek jednorazowych (pro dosi) 0,5g – 1 g i dobowych (pro die) 1,5 g – 3 g.